# Vor Frue Kirke (Nyborg)

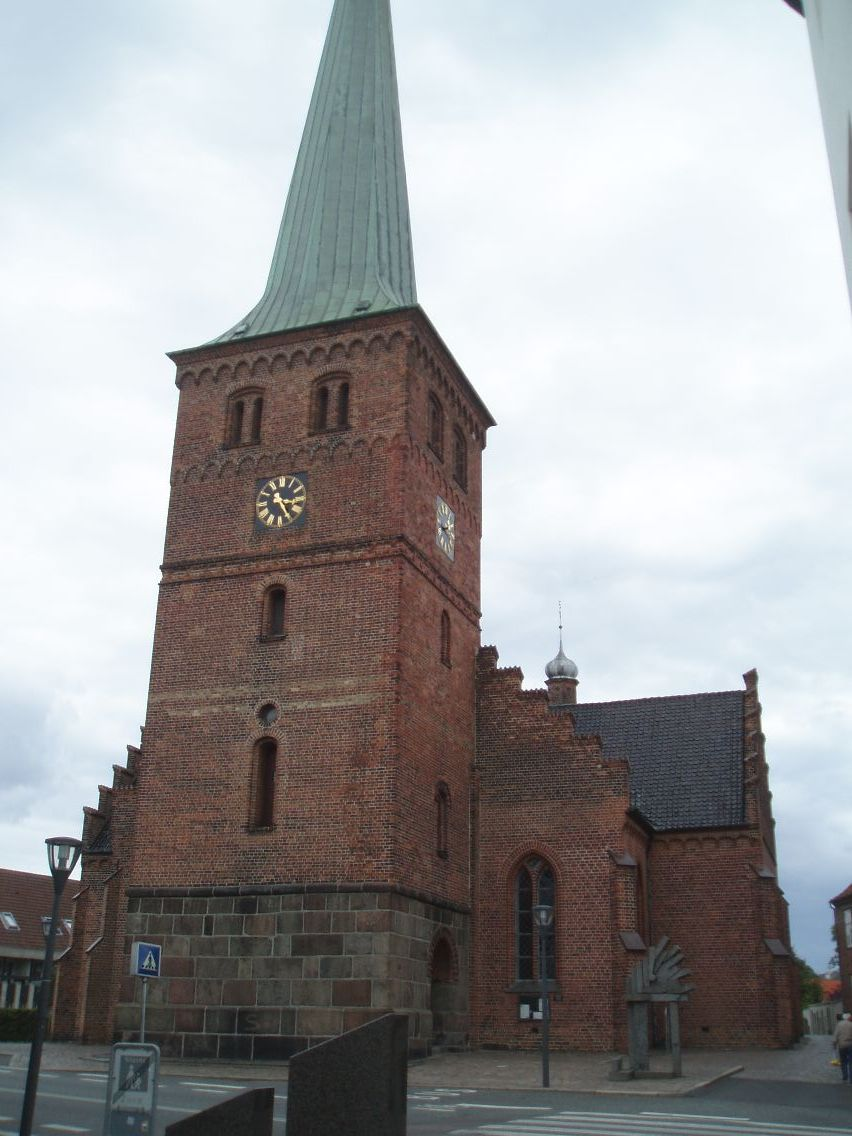
Schiff ab 1375, Westturm 1581, Querhaus 1871

Die Vor Frue Kirke (Unser Frauen Kirche / Liebfrauenkirche) in der dänischen Stadt Nyborg auf Fünen an der Westküste des Großen Belt ist eine gotische Pseudobasilika aus Backstein. Sie ist das bedeutendste Kirchengebäude der Stadt und wird von der Dänischen Volkskirche genutzt.

## Bauwerk

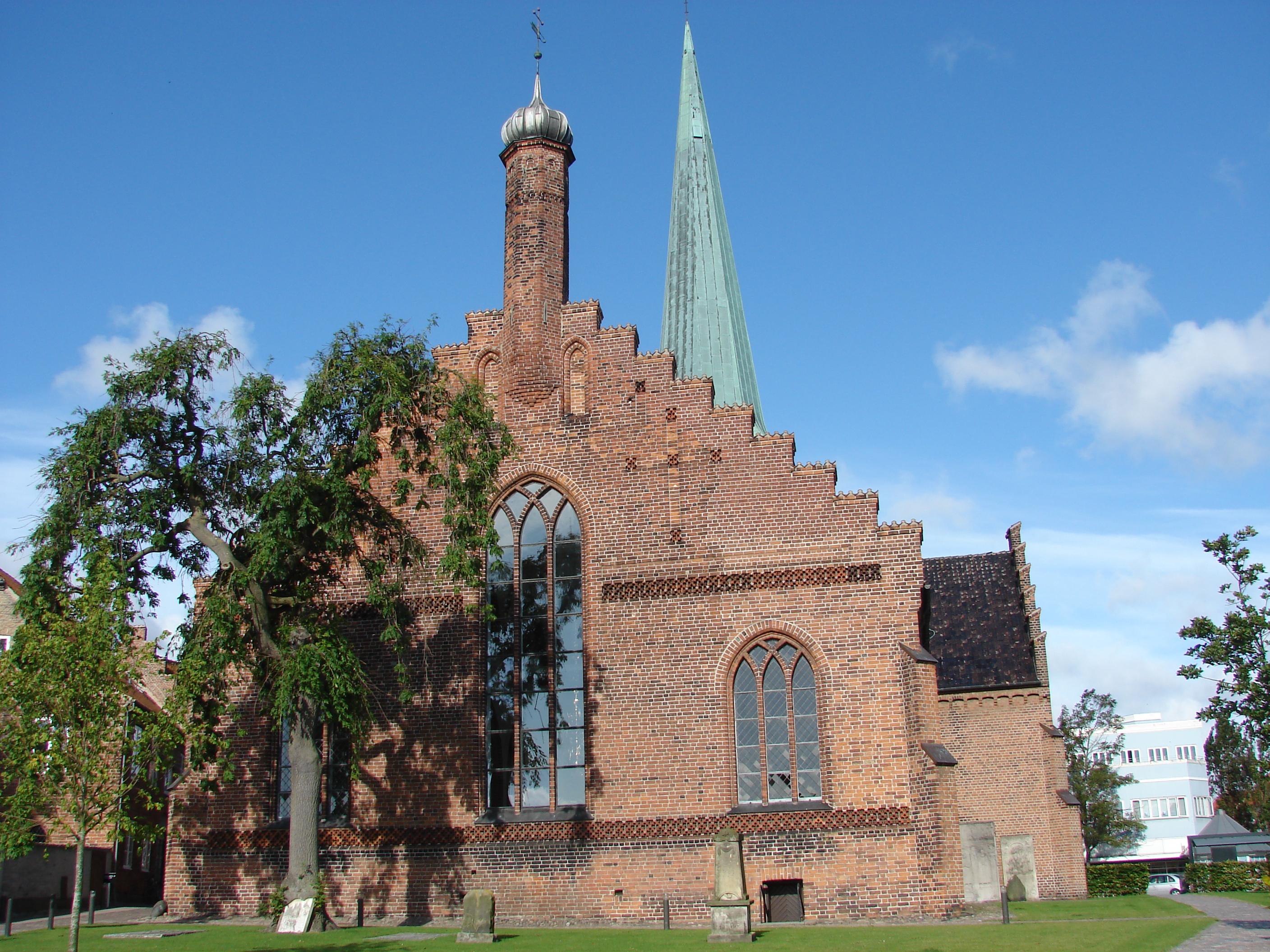
Ostgiebel mit kleinem Turm 1429

Die „Kirche Unserer Lieben Frau“ wurde in den Jahren 1388–1428 erbaut und an Pfingsten 1428 von Bischof Navne Jensen Krigebusk geweiht. Ihr Patrozinium ist das der Mutter Jesu, Maria.
Die ältesten sind die vier westlichen Teile der Kirche, die im frühen 14. Jahrhundert im Osten durch eine von Nord nach Süd verlaufende Mauer abgeschlossen wurden. Vor 1428 wurde die Kirche um die beiden östlichsten Teile, den heutigen Chor und vermutlich drei zusätzliche Kapellen erweitert.
Zur Zeit der Reformation wurden an der Südseite der Kirche drei Kapellen mit einem gemeinsamen Dach errichtet, und in den 1550er Jahren ließ König Christian III. die Kirche um ein zusätzliches Seitenschiff im Norden über die gesamte Länge der Kirche erweitern. Der große Westturm und der kleine Ostturm wurden um 1600 fertiggestellt. Die Liebfrauenkirche erschien bis 1870 als fünfschiffige Kirche.
Bei der umfassenden Erneuerung von 1870/1871 wurden die äußeren Seitenschiffe außer an den mittleren Langhausjochen beiderseits abgetragen. Über den verbleibenden Außenjochen wurden Zwerchhäuser errichtet, so dass die Kirche seither äußerlich ein – wenn auch ungewöhnlich weit westlich gelegenes – Querhaus hat. Innen haben die Kreuzarme jedoch weiterhin die geringe Höhe der Seitenschiffe.

## Innenausstattung

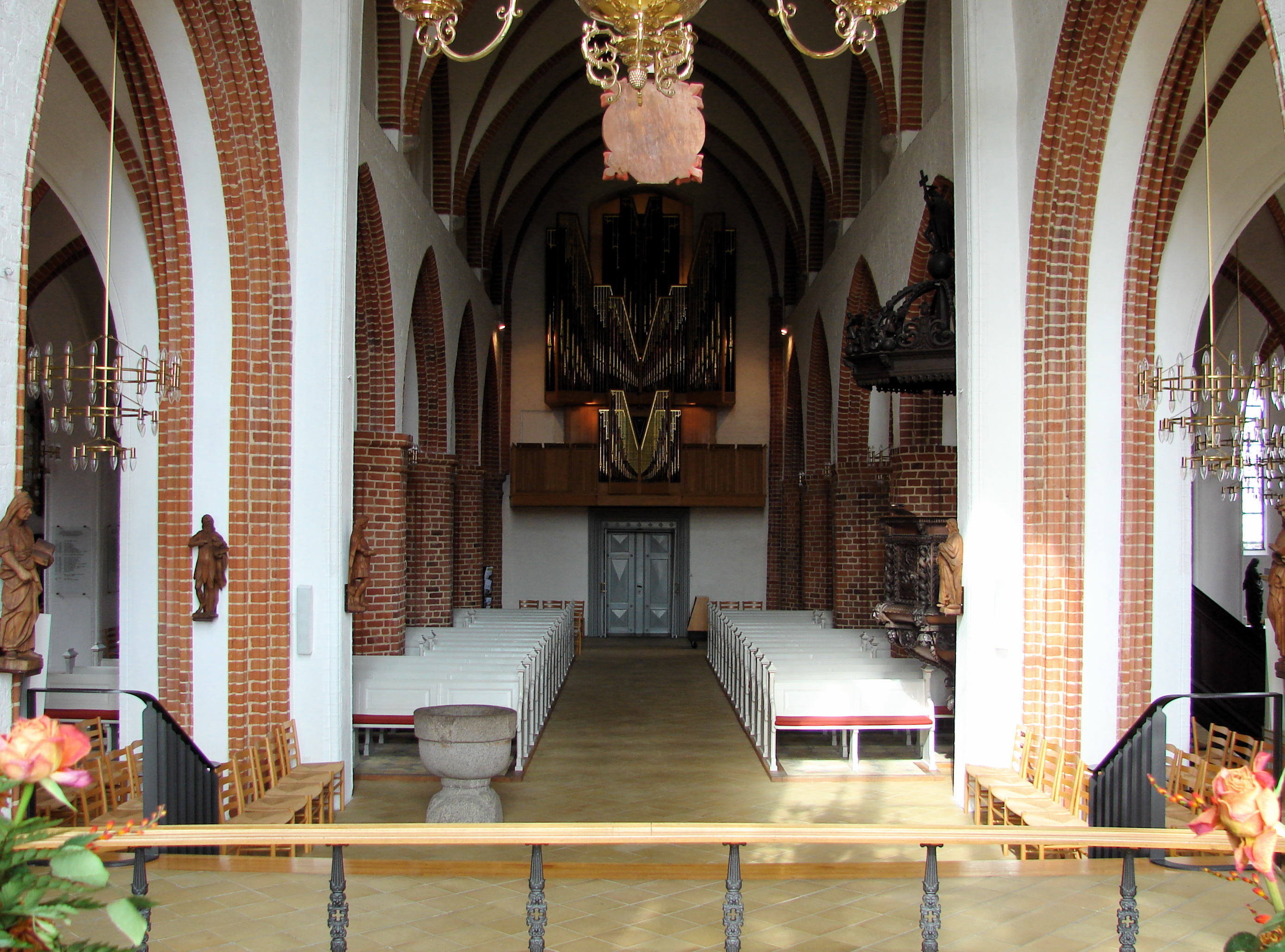
Blick vom Altar nach Westen auf die Orgel

Die Kirche verfügt über zwei Orgeln: Die Hauptorgel von 1973 mit 37 Registern auf drei Manualen und Pedal ist ein Werk von Poul-Gerhard Andersen; die Chororgel, 1872 von Johan Andreas Demant erbaut, ist einmanualig und hat fünf Register.

## Einzelheiten

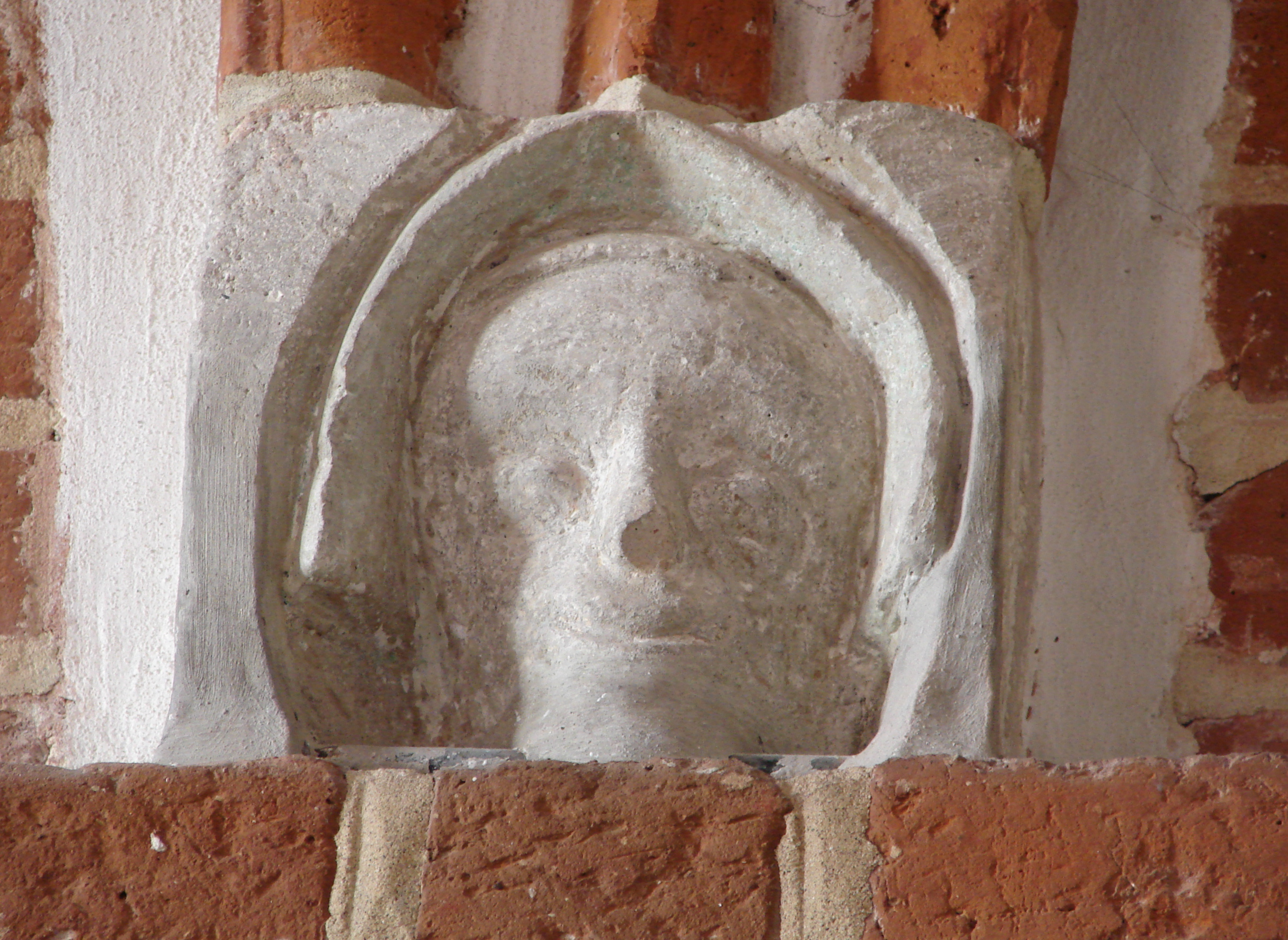
Konsolenstein mit Kopf

Eine Besonderheit dieser Kirche ist die Gestaltung der im Übrigen aus den üblichen kurzen Backsteinsegmenten erstellen Gewölberippen. Diese beginnen mit quadratischen Konsolen aus Kalkstein. Aus etlichen davon sind – teilweise groteske – Menschenköpfe herausgemeißelt.